# 佩茨 (北卡羅萊納州)
佩茨（英語：Pates）是位於美國北卡羅萊納州羅伯遜縣的非建制地區。

## 歷史
佩茨的郵局於1878年設立，其後於1929年停運。

## 地理
佩茨所處的海拔為高於海平面52米（即171英呎），而該地所採用的時區為UTC-5，即北美东部时区（EST）。同時該地設有夏令時間，為UTC-5調快一小時，即UTC-4（EDT）。